# Kíneshma
Kíneshma (en ruso: Кинешма) es la segunda ciudad más grande del óblast de Ivánovo, en Rusia. Según el censo del año 2002 la ciudad tenía una población de 95.233 habitantes. Se extiende unos 15 kilómetros a lo largo del río Volga.

## Historia

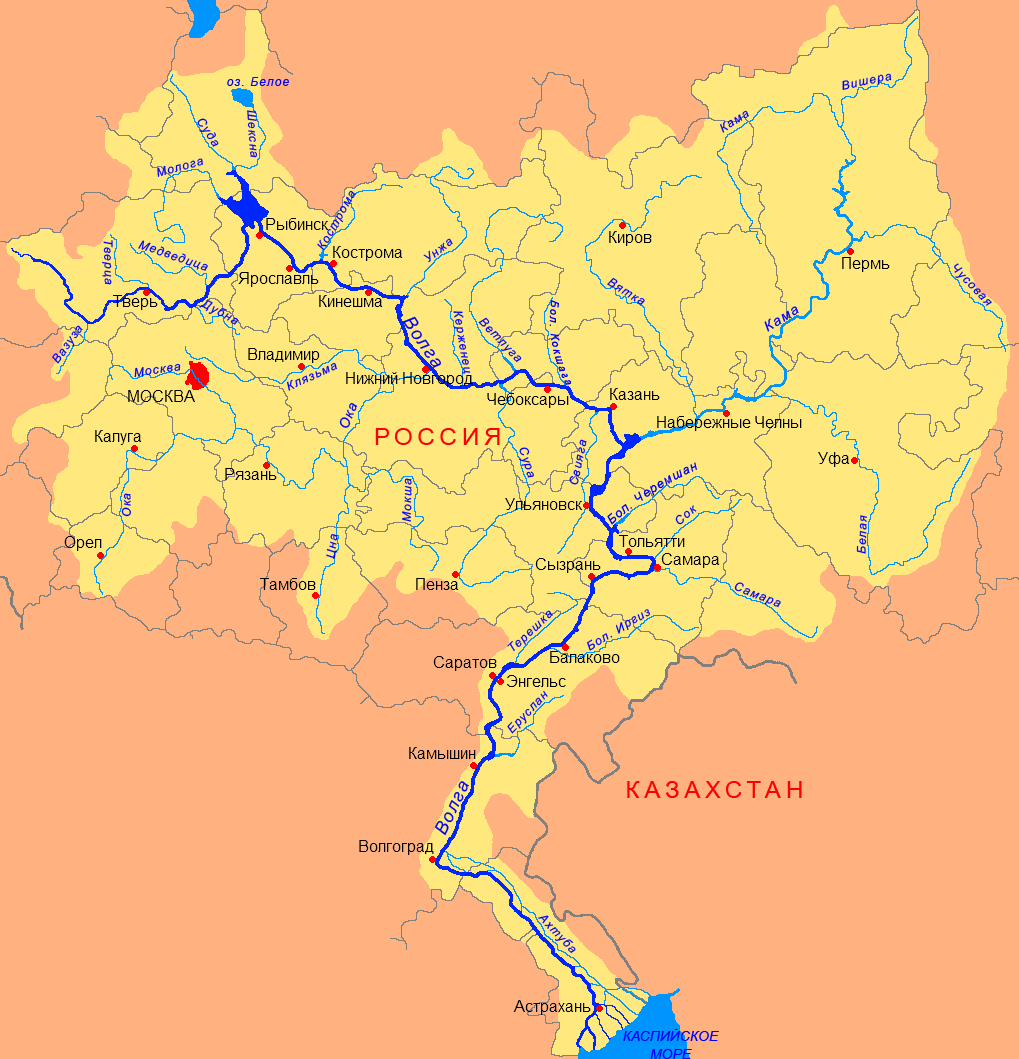
Mapa en ruso del Volga en el que aparece Kíneshma (Кинешма) sobre la orilla derecha de su curso medio alto

La primera noticia que se tiene de Kíneshma data de 1429. En 1504, Iván III se la otorgó al Príncipe Fiódor Belski, que escapó de Lituania a Moscú y se casó con la sobrina de Iván. Más tarde, Iván el Terrible dio Kíneshma a Iván Petróvich Shuiski, pero en 1587, después de la muerte de este fue devuelta al zar. En los siglos XVI y XVII, Kíneshma fue un importante centro pesquero, que suministraba los esturiones que se servían en la mesa del zar. En 1608, durante la Guerra Polaco-Moscovita (1605-1618), fue devastada en dos ocasiones por los polacos. A lo largo de su historia, Kíneshma ha pertenecido a distintas regiones de Rusia, incluyendo la provincia de Arcángel, la provincia de Yaroslavl, y la gubérniya de Kostromá. Desde el siglo XVIII, la principal industria de la ciudad ha sido la industria textil manufacturera. Al igual que todos los centros textiles de Rusia, la prosperidad de la ciudad disminuyó tras la perestroika.

## Lugares de interés
El principal monumento de Kíneshma es la Catedral de la Trinidad, construida entre 1838 y 1845 en estilo neoclásico. También hay varias iglesias del siglo XVIII en la ciudad. Los barrios de Kíneshma contienen museos de Aleksandr Ostrovski, Aleksandr Borodín y Fiódor Bredijin.